# مركز ألاسكا لصيانة الحياة البرية

الشعار الرسميُّ لمركز ألاسكا لصيانة الحياة البرية.

مركز ألاسكا لصيانة الحياة البرية هوَ مركز صيانة بيئية أنشأ للمُساعدة بالحفاظ على أشكال وأنواع الحياة البرية في منطقة ألاسكا. يَقع المركز في بلدية أنكوراج عندَ الحافة الجنوبيَّة لخليج كوك ومدخل «وادي بورتيج»، وتبلغ مساحته بالمجمل 69 هكتاراً.
يُعد مركز ألاسكا لصبانة الحياة البرية ملجأ طبيعياً للحيوانات المهددة التي في حالة خطر مثل بيسون الغابات، كما تؤوى فيه الحيوانات التي تتوالد في الأسر لإعادة إكثار أعدادها في البرية. ومن الحيوانات التي أعادَ المركز استقدامها إلى ألاسكا بعد انقراضها في تلك المنطقة الإلك والموظ والثعلب الأحمر، ويَعمل حالياً على برنامج جديدة لإعادة استقدام بيسون الغابات إليها. يَفتح هذا المركز أبوابه يومياً طوال شهور مارس إلى ديسمبر من العام، ولا يفتتح سوى في عطلة نهاية الأسبوع خلال شهري يناير وفبراير.

## التاريخ
أسَّسَ المركز «مايك ميلر»، وأعلن عن افتتاحه رسمياً في عام 1933 كمنظمة ربحيَّة، ثمَّ تحول في عام 1999 إلى منظمة غير ربحية وتغير اسمه من جديد معَ تنصيب مايك ميلر كمديره التنفيذي، وأخيراً في عام 2007 تحول اسمه رسمياً إلى «مركز ألاسكا لصيانة الحياة البرية».

## الحياة البرية
من الحيوانات لتي يؤويها المركز: القيوط والوشق والثعلب القطبي والدب البني والدب الأسود الأمريكي والموظ والإلك وثور المسك وغزال سكتا والرنة. وهيَ تحفظ جميعاً في بيئات طبيعيَّة مفتوحة.